# Helmstadt-Bargen
Helmstadt-Bargen – gmina w Niemczech, w kraju związkowym Badenia-Wirtembergia, w rejencji Karlsruhe, w regionie Rhein-Neckar, w powiecie Rhein-Neckar-Kreis, wchodzi w skład związku gmin Waibstadt. Leży w Kraichgau, nad rzeką Schwarzbach, ok. 25 km na południowy wschód od Heidelbergu, przy drodze krajowej B292.

## Galeria

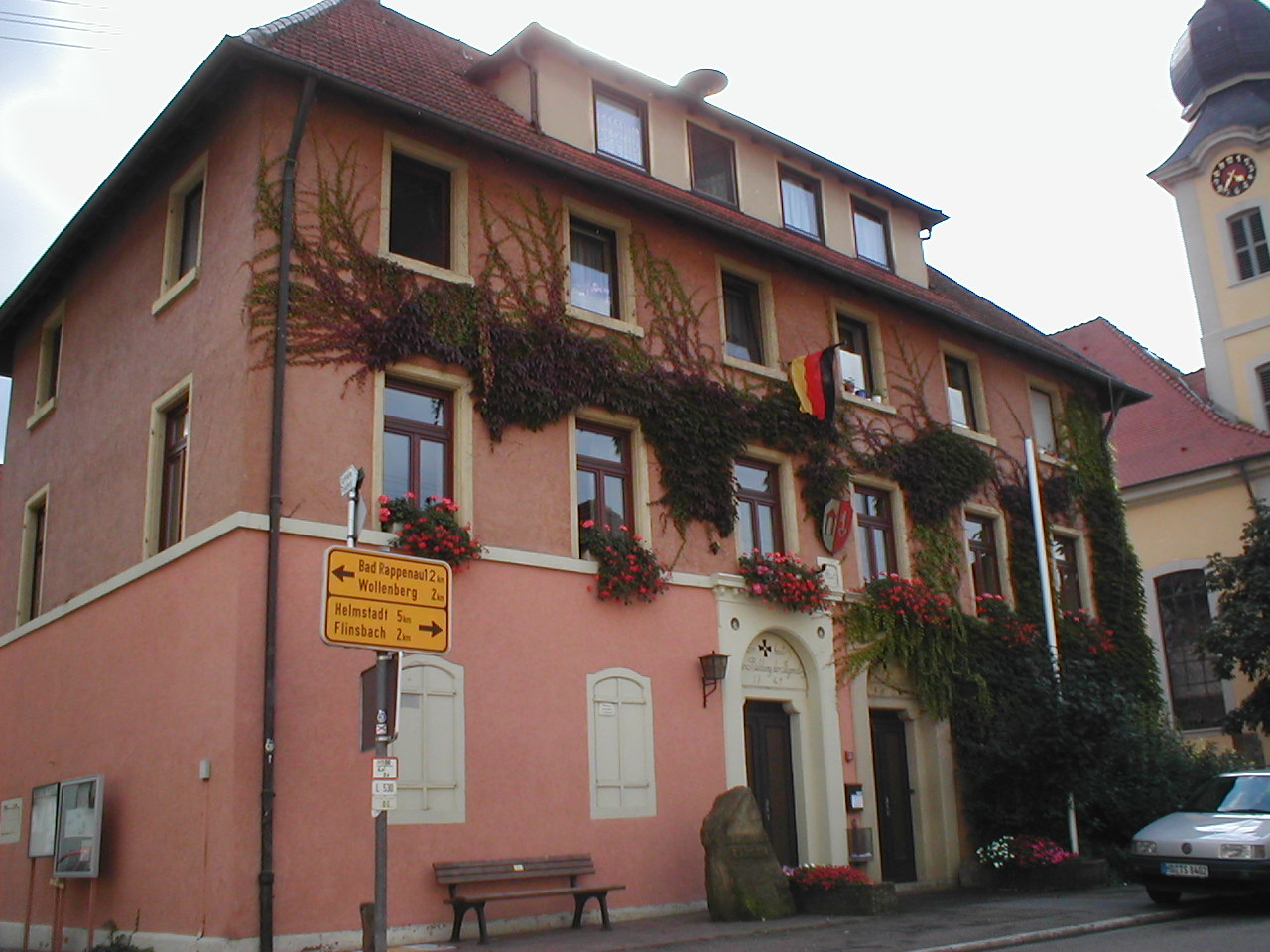
Ratusz w Bargen
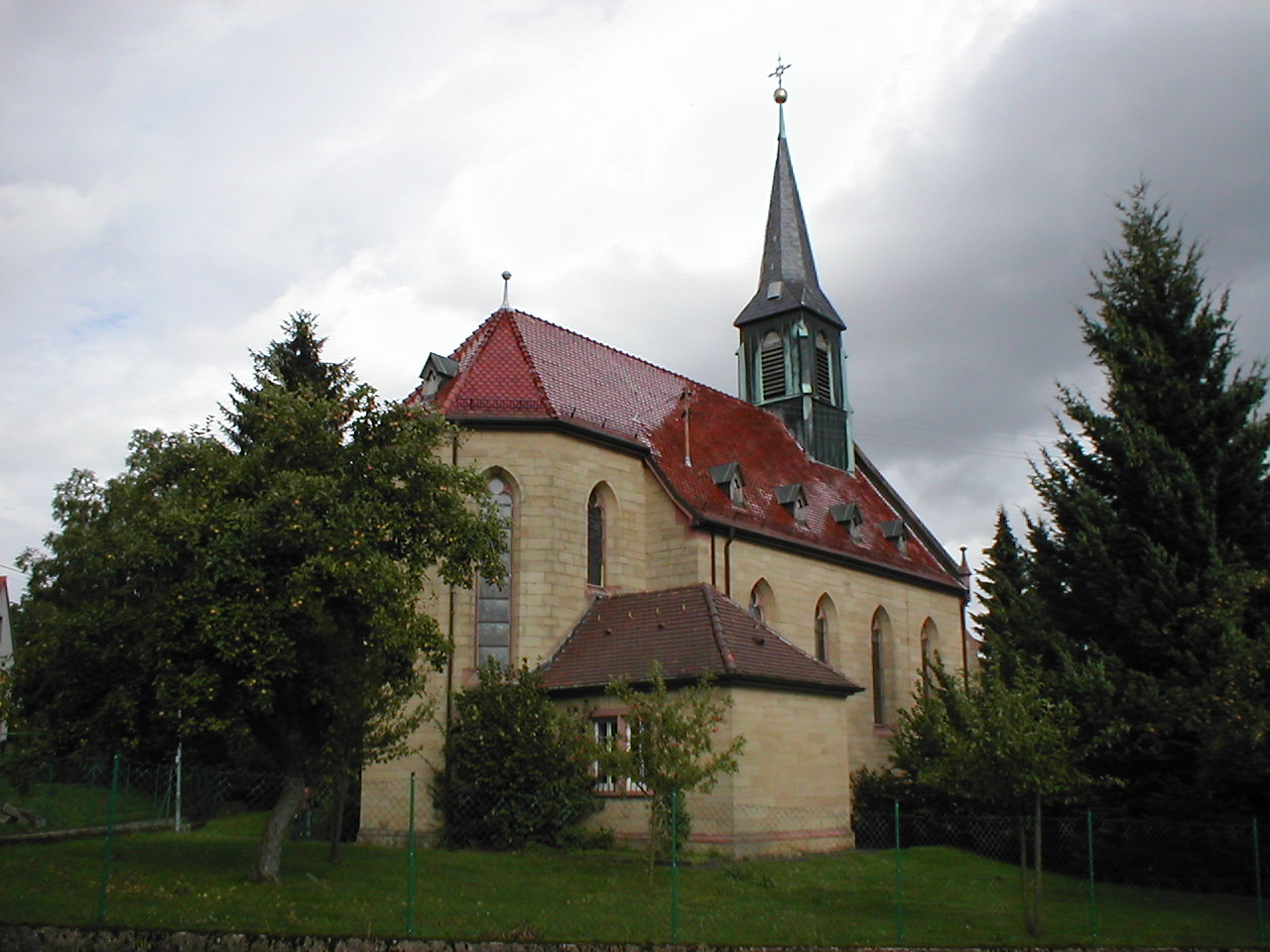
Kościół katolicki w Bargen
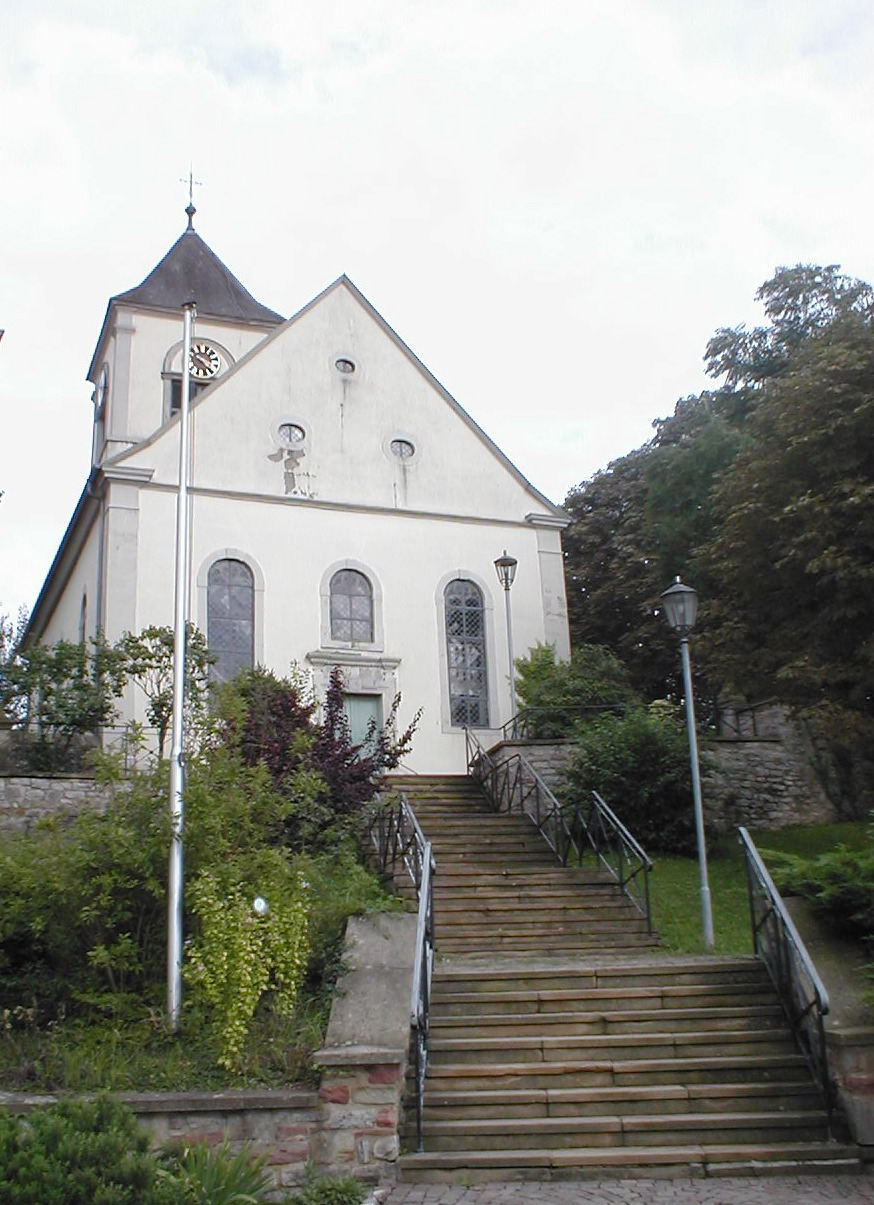
Kościół ewangelicki we Flinsbach